# Gregor Michailowitsch Fichtenholz
Grigori Michailowitsch Fichtenholz (russisch Григо́рий Миха́йлович Фихтенгольц, eingedeutscht Gregor; englische Transkription Gregory Fikhtengol'ts; * 5. Juni 1888 in Odessa; † 25. Juni 1959 in Leningrad) war ein russisch-sowjetischer Mathematiker, Gründer einer Leningrader Schule der reellen Analysis und Autor des international bekannten dreibändigen Lehrbuches Differential- und Integralrechnung.

## Biographie
G. M. Fichtenholz beendete 1911 sein Studium an der Universität Odessa und arbeitete von 1915 bis 1920 am Elektrotechnischen Institut in Petrograd. Ab 1918 war er als Professor an der Universität Petrograd beschäftigt, im selben Jahr wurde er dort bei Samuil Ossipowitsch Schatunowski promoviert. Ab 1929 hatte er den Lehrstuhl für mathematische Analysis. 1935 wurde er Doktor der physikalisch-mathematischen Wissenschaften. Im Zweiten Weltkrieg war er ab dem Winter 1941/42 mit seiner Schule nach Saratow evakuiert. 1953 ging er in den (erzwungenen)  Ruhestand.
Fichtenholz befasste sich auch mit Mathematikdidaktik für Schüler und hielt häufig Vorlesungen vor Schülern. Nach der Revolution im Jahre 1917 wurde er Mitglied im Expertenrat des Volkskommissariats für Bildung der Russischen SFSR, leitete die Kommission für die Zusammenstellung des schulischen Lehrplans und war 1934 Initiator der Mathematikolympiaden. 1922 übersetzte er gemeinsam mit Jakob Davidowitsch Tamarkin das Buch Lehrgang der Analysis des unendlich Kleinen des belgischen Mathematikers Charles-Jean de La Vallée Poussin in die russische Sprache, mit dem er auch in Briefwechsel stand.
Fichtenholz' Hauptarbeitsgebiete waren verbunden mit der Theorie reellwertiger Funktionen, Funktionalanalysis und mathematischer Methodik. Am Institut für Mathematik und Mechanik der Universität Leningrad gründete er eine Schule für die Theorie reellwertiger Funktionen (was bis auf seine Diplomarbeit über die Theorie des Integrals 1918 zurückging) und (ab 1934 in Zusammenarbeit mit seinem Schüler Leonid Kantorowitsch) der Funktionalanalysis. In der sich über fast vier Jahrzehnte erstreckenden Lehrtätigkeit in St. Petersburg zählten dort fast alle bedeutenden Analytiker zu seinen Schülern. Fichtenholz ist vor allem bekannt als Autor des dreibändigen Lehrbuchs Differential- und Integralrechnung, das aus drei Jahrzehnten Vorlesungstätigkeit entstand. Er vollendete es im Zweiten Weltkrieg.
Er war für seine kunstvoll ausgearbeiteten Vorlesungen (sowohl für Studenten als auch in Schulen) bekannt, seinen Witz und seine Gewissenhaftigkeit, aber auch für Strenge: als er Boris Spasski dabei erwischte, in der Vorlesung Schachaufgaben zu lösen, verwies er ihn vor 200 Studenten des Hörsaals.
Er erhielt den Titel eines Verdienstvollen Wissenschaftlers der Russischen SFSR und wurde mit dem Orden des Roten Banners der Arbeit ausgezeichnet.
Zu seinen Doktoranden gehören Isidor Natanson, Leonid Kantorowitsch und Boris Vulikh.

## Schriften

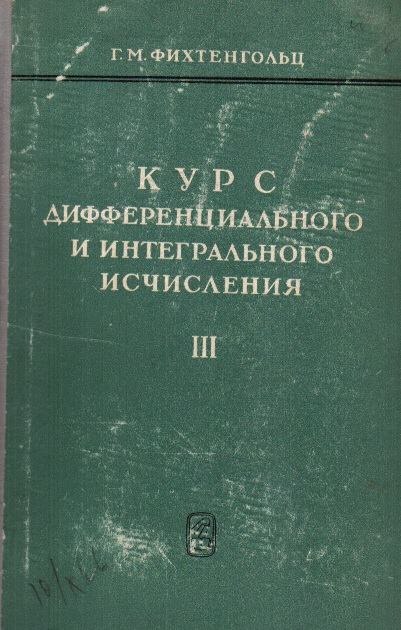
3. Band des Lehrbuchs „Differential- und Integralrechnung“

- Differential- und Integralrechnung. 3 Bände (= Hochschulbücher für Mathematik. Bd. 61–63), 14. Auflage. Harri Deutsch, 2006, ISBN 3-8171-1418-4. (zuerst russisch 1947 bis 1949)
- Infinite Series: Rudiments. Gordon and Breach, 1970.
- Infinite Series: Ramifications. Gordon and Breach, 1970.
- Functional Series: Rudiments. Gordon and Breach, 1970.
- Grundlagen der mathematischen Analysis. 2 Bände, 1960, 1964 (russisch)